# Саргас
Тета Скорпиона (θ Sco / θ Scorpii) – двойная звезда в созвездии Скорпиона, третья по яркости звезда в созвездии (после Антареса и Шаулы). Она имеет историческое название Саргас, которое происходит из шумерского и значение его не известно. Также иногда его называют Гиртаб, поскольку она входит в астеризм «Хвост Скорпиона», а также Саргон.
На угловом расстоянии 6,46 угловых секунд находится компаньон, имеющий видимую звёздную величину +5,32m.
Примерно 100 миллионов лет назад Саргас был ярким гигантом спектрального класса B. Через несколько миллионов лет он станет переменной – цефеидой. Далее, по мере выгорания в ядре водорода и превращения его в гелий, он станет красным гигантом, со светимостью в 5 раз большей, чем сейчас. Так как Саргас имеет массу в 3,7 солнечной, то после выгорания в ядре гелия и превращения его в углерод и кислород, он сбросит свою оболочку в виде планетарной туманности и станет белым карликом.